# 니클로사미드
니클로사미드는 니콜로사이드라는 상표명으로 판매되며 열두조충증, 왜소조충증 및 촌충 기생을 포함한 촌충 감염을 치료하는 데 사용되는 구충제이다. 흡충이나 회충과 같은 다른 벌레에 대해서는 효과가 없다. 구강 투여하여 복용한다.
부작용으로는 메스꺼움, 구토, 복통, 가려움증 등이 있다. 임신 중에 사용할 수 있다. 벌레에 의한 포도당 섭취와 산화적 인산화를 차단함으로써 작동한다.
니클로사미드는 1958년에 처음으로 합성되었다. 세계 보건 기구의 필수 의약품 목록에 나열되어 있다. 니클로사미드는 미국에서 인간에 의한 복용을 금지하고 있다.